# Foteini Vlachou
Foteini Vlachou (Ioánina, 1975 - Lisboa, 8 de junio de 2017) fue una historiadora del arte, profesora e investigadora griega cuya contribución académica se produjo tanto en Grecia como en Portugal. Examinó el arte en la periferia y contribuyó al replanteamiento de los horizontes de la disciplina de Historia del arte más allá de las categorías de centro, canon y nación, habiendo sido fundadora y coordinadora de la Red Internacional de Investigación "Art in the Periphery" desde julio de 2013 hasta su muerte en 2017.

## Trayectoria
Formada entre Grecia y Portugal, y especializada en historia del arte portugués del siglo XVIII y XIX, Vlachou se dedicó a la implementación del discurso sobre el "arte en la periferia" creando un grupo de investigación con este nombre y desafiando la noción geográfica de periferia y proponiéndola como concepto temporal. También cinéfila, Vlachou mantuvo el blog especializado en el asunto "I Know Where I'm Going" entre 2012 y 2017.
Vlachou se graduó en Historia y Arqueología por la Universidad de Ioannina en Grecia en 1997, y luego se mudó a Creta, donde estudió un máster en Historia del Arte Europeo en la Universidad de Creta, completado en 2003. Durante su máster recibió una beca del Centro de Historia del Arte "El Greco", en el Institute for Mediterranean Studies del FORTH (Fundación para la Investigación y Tecnología-Hellas), donde dirigió el proyecto de reflectografía infrarroja del Instituto y trabajó en la catalogación digital de literatura sobre el pintor El Greco. Posteriormente comenzó su doctorado en Historia del arte en la misma universidad, mudándose a Portugal en 2005. Becada por la Fundación Panagiotis y Effi Michelis, Atenas, Grecia, y posteriormente por la Fundación para la Ciencia y la Tecnología (Lisboa), Vlachou defendió su doctorado en la Universidad de Creta en 2013, con una tesis escrita en griego y titulada "Arte en la periferia europea: historia de la pintura en Portugal a principios del siglo XIX". 
Entre el 25 y el 29 de septiembre de 2014, como parte del proyecto de investigación interdisciplinaria "Crossing borders: History, materials and techniques of Portuguese painters from 1850-1918. Romanticism, Naturalism and Modernism"(financiado por la Fundación de Ciencia y Tecnología ), tuvo lugar el seminario organizado por Vlachou "Crossing Borders, que tuvo lugar en la Facultad de Ciencias Sociales y Humanas de la Universidade Nova de Lisboa, en el Museo Nacional de Arte Antiguo y en el Museo de Arte Contemporáneo - Museu do Chiado (MNAC). Este taller surgió como un primer paso hacia la apertura necesaria de historiografías nacionales y tradiciones pictóricas de otros países, con la participación de expertos reconocidos en el sector e invitados a compartir sus propios conocimientos sobre la pintura del siglo XIX y los problemas teóricos y metodológicos encontrados durante las investigaciones. En esta reunión, Vlachou presentó su contribución, "Natural, Naturalismo, Nacional: Painting Portuguese Nature during the Nineteenth Century" parte de su proyecto de investigación "Painting history, monarchy and empire em Portugal, c. 1799-1807", financiado con la Beca de Investigación para Extranjeros, Fundação Calouste Gulbenkian, Lisboa, Portugal, que se le otorgó en 2014 para la publicación de un libro sobre este tema.
En 2015, Vlachou enseñó las asignaturas "Introducción a la historia del arte" y "Artes no occidentales" en el título en Historia del Arte, después de haber sido nombrada como profesora visitante por el Instituto de Historia del Arte, FCSH - Universidade Nova de Lisboa. 
Su investigación continuó al año siguiente con el proyecto posdoctoral "Art and Material Culture in the Iberian Peninsula and Latin America 1870-1914: Making/Unmaking National and Imperial Identities", en el Instituto de Historia Contemporánea de FCSH - Universidade Nova de Lisboa y financiado por la Fundación de Ciencia y Tecnología. En el mismo año, Vlachou recibió una beca del Instituto de Investigación Cultural (ICI), Berlín, para continuar su investigación con el proyecto "What Time for the Periphery?", dónde propuso analizar la periferia como un concepto temporal Sin embargo, por razones de salud, tuvo que renunciar a este proyecto permaneciendo en Lisboa e intentando continuar con su posdoctorado. 
Tomando como referencia el trabajo historiográfico de Terry Smith, Carlo Ginzburg y Enrico Castelnuovo (entre otros), y adoptando el pensamiento filosófico de Louis Althusser para definir su metodología, una de las contribuciones más importantes de Vlachou al cuestionamiento de las fronteras de la periferia en el contexto de historia del arte fue publicado en su artículo, "Why Spatial? Time and the Periphery" (2016).
Vlachou escribió varios artículos publicados en revistas y capítulos de libros sobre arte portugués, cuestiones de historiografía y recepción y la periferia. En su libro de publicación póstuma, The disappointed writer: selected essays que reúne un conjunto de textos ya publicados, otros listos para ser publicados y otros aún sin terminar, el historiador del arte Terry Smith destaca el importante papel desempeñado por ella, y concluye su introducción, "Periphrasis: Provinces, Margins, Peripheries, Centres - Foteini Vlachou and the Decentering of Art history" afirmando: "Como demuestra este libro, Foteini Vlachou ha estado hablando sobre la periferia por un tiempo, y brillantemente. El hecho de que ella no pueda continuar haciéndolo es una gran pérdida, no sólo para aquellos de nosotros que nos inspiramos en ella, y para el arte y la teoría en las periferias, sino también para la disciplina de la Historia del arte dondequiera y cuando quiera que se practique".

## Publicaciones
- Figueira de Faria, Miguel; Vlachou, Foteini; Araújo, Agostinho, Henri L'Évêque (1769-1832). Artista Viajante, Universidad Autónoma de Lisboa, Lisboa, 2017. ISBN 9789898410672.
- Vlachou, Foteini, The disappointed writer: selected essays, Edições do Saguão, Lisboa, 2019. ISBN 9789899994461.
- Vlachou, Foteini, Portuguese Painting at the End of the Ancien Regime c. 1799-1807 : History, Monarchy and the Empire Londres, Routledge, 2021. ISBN 9781472474711.

## Reconocimientos
- 2017 - Mención de honor en el Premio Grémio Literário, junto con Agostinho Araújo y Miguel Figueira de Faria, por la obra Henri L'Évêque (1769-1832), Artista Viajante.[13]
- 2019 - En memoria y homenaje al trabajo de Foteini Vlachou en el campo del arte, el Instituto de Historia del Arte (IHA) y el Instituto de Historia Contemporánea (IHC) de la Universidade Nova de Lisboa organizaron la Conferencia Internacional "Art in the Periphery", que tuvo lugar entre el 14 y el 16 de marzo en Lisboa, Portugal.[14]
- 2019 - después de su muerte, la revista científica Visual Resources - an international journal on images and their uses (ISSN: 1477-2809), de Taylor & Francis, dedicó sus números 3-4 del volumen 35, titulado Art and the Periphery, In Memoriam Foteini Vlachou. Incluye un obituario escrito por Noti Klagka, donde se dice que "una de las mayores contribuciones de Vlachou a la Historia del Arte fue su esfuerzo por explorar las barreras impuestas a la disciplina por sus herramientas metodológicas tradicionales, junto con los errores que acompañan al arte de ciertos períodos, áreas geográficas, así como géneros, debido a su percepción como periféricos subyugados a la dominación influyente del centro desarrollado".[15]